# Stazione di Colonna Galleria

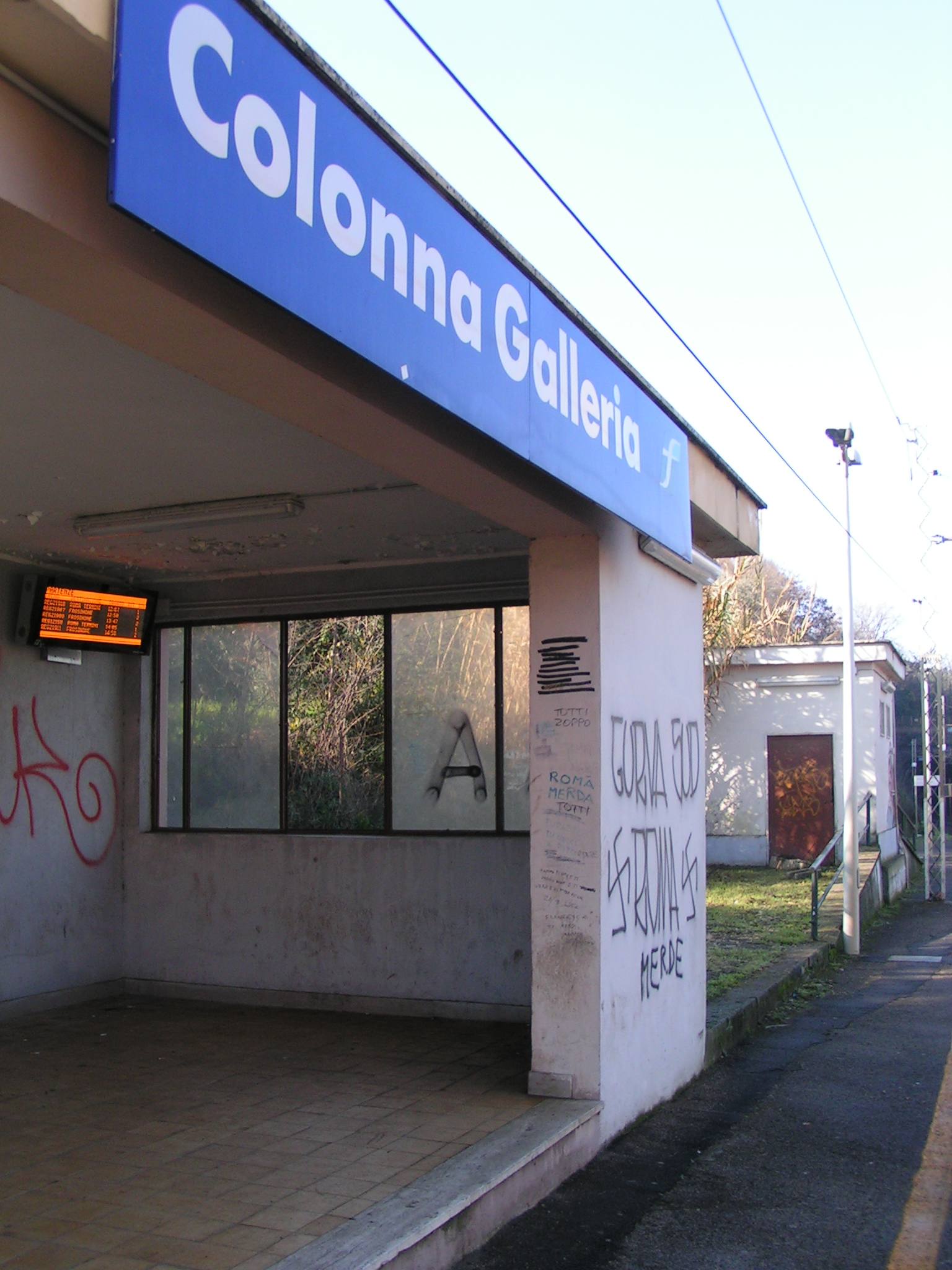
Struttura coperta al binario 2

La stazione di Colonna Galleria è una fermata ferroviaria posta sulla linea Roma-Cassino-Napoli; serve il centro abitato di Colonna.

## Storia
La fermata venne attivata il 28 ottobre 1941 con il nome di Colonna Littorio; assunse il nome attuale nel 1946.

## Strutture e impianti
La fermata dispone di un fabbricato viaggiatori, che funge anche da casello, sulla seconda banchina utilizzato come abitazione e di una struttura coperta al binario 1.

## Movimento
La fermata è servita dai treni della linea regionale FL6, che collega Roma con Frosinone e Cassino.

## Interscambi
La fermata è collegata ai centri limitrofi tramite:
- Fermata autobus (linee COTRAL)